# Gólpassz (labdarúgás)
A labdarúgásban az számít gólpassznak, amikor egy játékos olyan passzal segíti társát, melyből gól születik. A játékosok ilyen statisztikáit hivatalosan egy-egy kiírás szervezői, nem hivatalosan például újságírók vagy fantasy football-szervezők készítik. A gólpasszok eredetileg nem szerepeltek a a labdarúgás szabályai között és ma is sokféleképpen állapítják meg, mi számít gólpassznak. A gólpasszokat nem rögzítették virtuálisan a 20. század végéig, de a tudósításokban gyakran szerepelt, hogy egy-egy játékos "csinált" egy vagy több gólt. Az 1990-es évek óta néhány bajnokság rögzíti a gólpasszokat és rajtuk alapuló díjakat is oszt.